# Álassa
Álassa (grec moderne : Άλασσα) est un village chypriote située dans le district de Limassol et comptant plus de 282 habitants.